# Vitrail du Bon Samaritain (Chartres)
Pour un article plus général, voir Vitraux de Chartres.

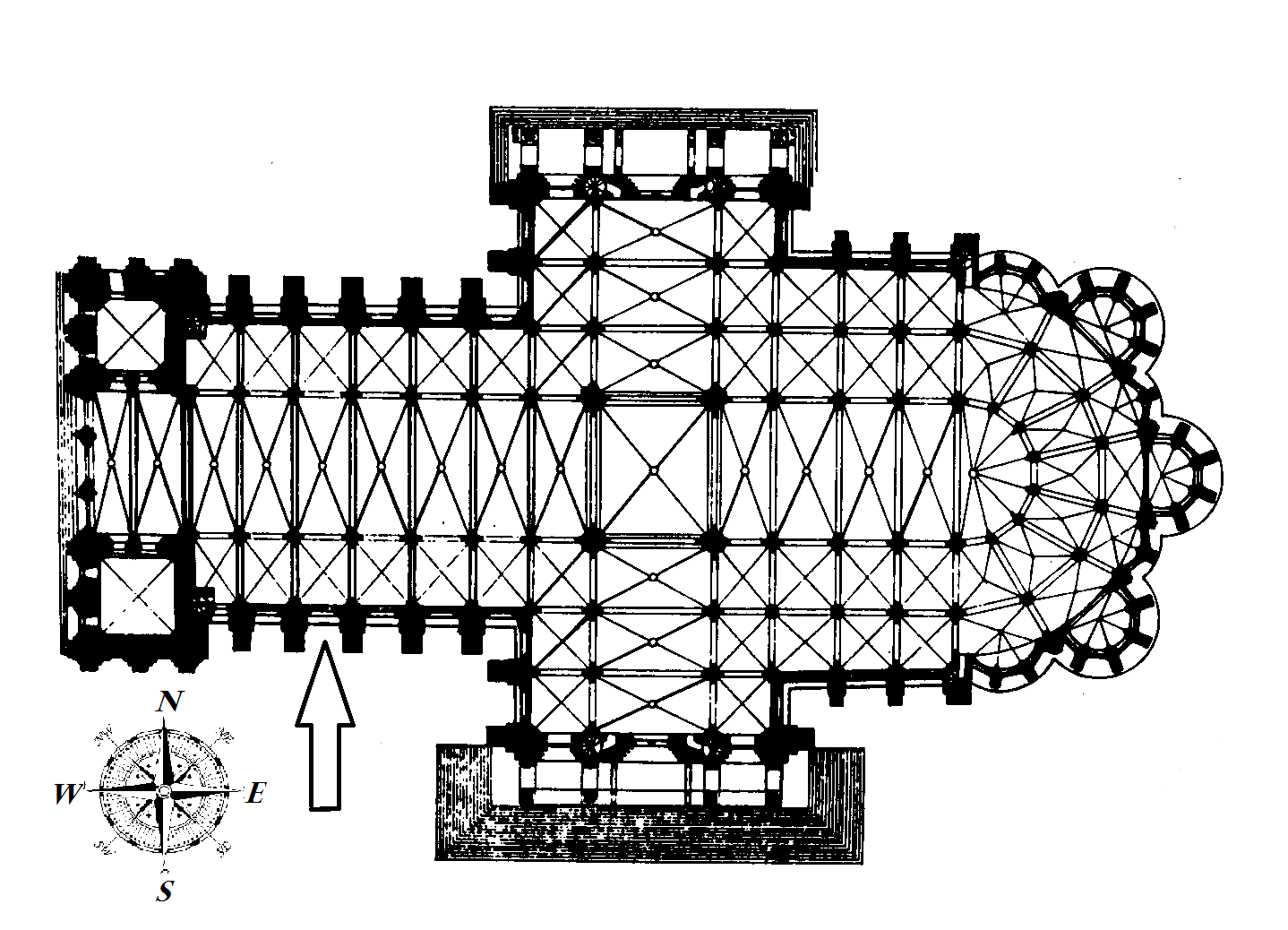
La verrière du Bon Samaritain se trouve sur le mur sud de la nef (baie 44).

La verrière du Bon Samaritain de Chartres est un des vitraux du bas-côté sud de la cathédrale Notre-Dame de Chartres illustrant la parabole du Samaritain.
Ce vitrail illustre la parabole du Bon Samaritain (Luc 10:30-37). La parabole raconte comment un homme se rendant de Jérusalem à Jéricho est attaqué en chemin et laissé pour mort. Un prêtre et un lévite l'ignorent et passent leur chemin, mais un Samaritain, membre d'un peuple méprisé à cette époque, le trouve et le porte dans une auberge pour le soigner, puis promet de revenir payer l'aubergiste.
Dans la partie médiane est représentée l'histoire de la tentation et de la chute d'Adam et Ève. Dans la partie supérieure, la dernière scène du vitrail est le meurtre d'Abel par son frère Caïn.
La verrière illustre la réponse que Jésus fait à la question d'un docteur de la loi : Et qui est mon prochain ? Cette parabole a servi aux théologiens du Moyen Âge à illustrer le récit de la Chute et du Salut. Ce genre de vitraux est très populaire dans les églises et cathédrales du XIIIe siècle.
Des vitraux illustrant cette parabole se trouvent aussi dans les cathédrales de Bourges, Sens et Canterbury.
Le vitrail comprend trois grands quadrilobes avec des médaillons sur fond rouge au centre et des demi-quadrilobes latéraux. Il a été offert par les cordonniers qui sont représentés au travail.
Il a été classé aux monuments historiques en 1840.

## Localisation et description

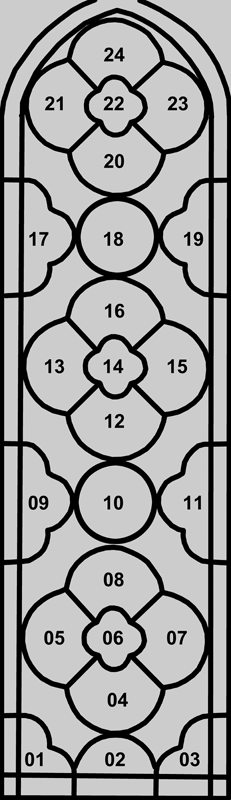
Schéma du vitrail du Bon Samaritain.

Le vitrail du Bon Samaritain de Chartres se trouve du côté sud de la nef, le troisième à partir de l'entrée (voir le plan).
Il porte le no 44 suivant la numérotation du Corpus vitrearum.
Le vitrail présente vingt-quatre panneaux séparés.
Le motif principal est constitué de trois grands médaillons quadrilobes cerclés de blanc. Les médaillons sont composés de cinq panneaux, quatre panneaux périphériques sur fond bleu bordés de rouge, et un panneau central lui-même quadrilobé, sur fond rouge.
Les grands médaillons sont séparés par une bande horizontale formée de deux demi-médaillons latéraux trilobés, sur fond bleu bordés de blanc, et un médaillon circulaire central, sur fond rouge bordé de bleu.
L'ensemble est posé sur une mosaïque à résille droite, composée de carrés bleus bordés de rouge, les coins ponctués par une perle jaune. Une bordure en zigzag à palmettes et bâtons brisés entoure l'ensemble.
La verrière est contemporaine de la cathédrale actuelle, qui a été reconstruite après l'incendie de 1194. Elle peut être datée entre 1205 et 1215.

## Thématique

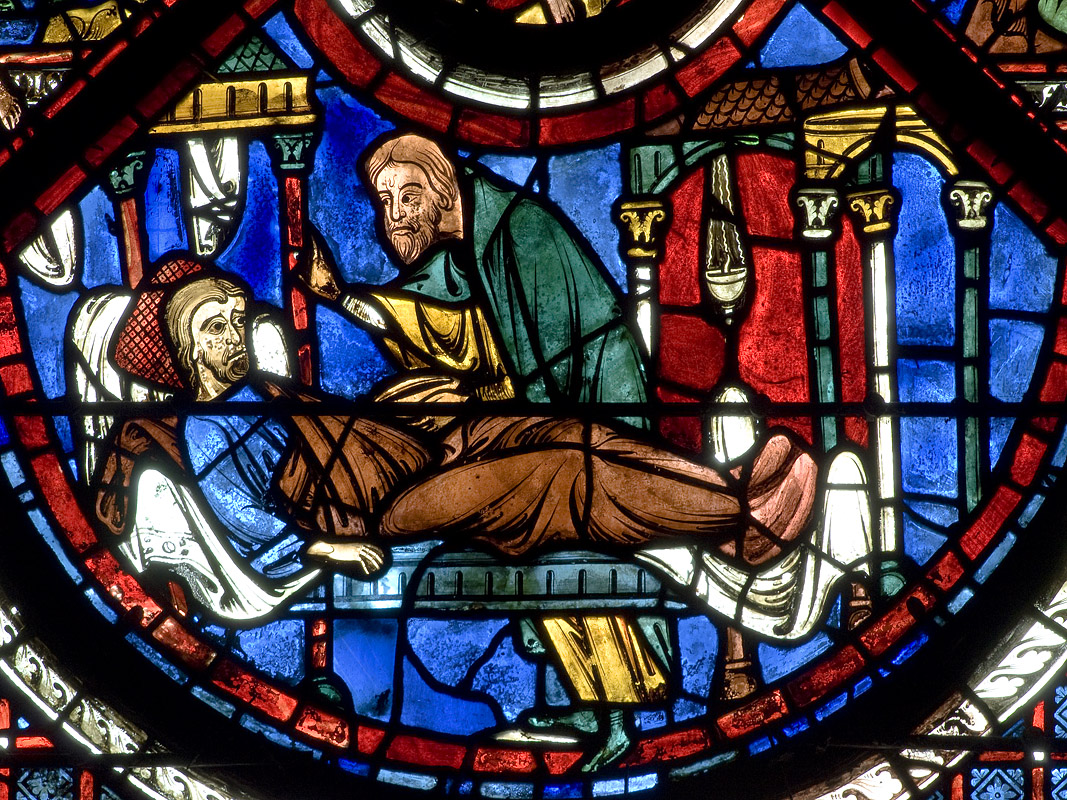
Panneau 12 - Le Bon Samaritain soigne à l'auberge l'homme blessé.

### Parabole du Bon Samaritain (Luc 10:25-37)
Les panneaux 5-12 représentent la parabole du Bon Samaritain ; ils sont précédés par le Christ racontant la parabole à un docteur de la Loi qui lui avait demandé Qui est mon prochain ?. L'un des Juifs porte le chapeau distinctif des Juifs (pilleus cornutus). Jésus est assis avec la main droite levée et la main gauche tenant l'Évangile (panneau 4). Puis les panneaux de la parabole elle-même suivent : un voyageur, décrit sur le vitrail comme peregrinus (pèlerin) quitte Jérusalem (voir la couleur rouge de l'intérieur de la porte au panneau 5), il est dépouillé de ses vêtements, volé, battu, et laissé pour mort au bord du chemin par les bandits. Un prêtre arrive en premier, suivi d'un lévite, mais aucun d'eux ne s'arrête. Finalement, un Samaritain vient au secours de l'homme blessé, le conduit dans une auberge et promet de revenir pour payer l'aubergiste.

### Illustrations de la Genèse (Gen. 2-4)

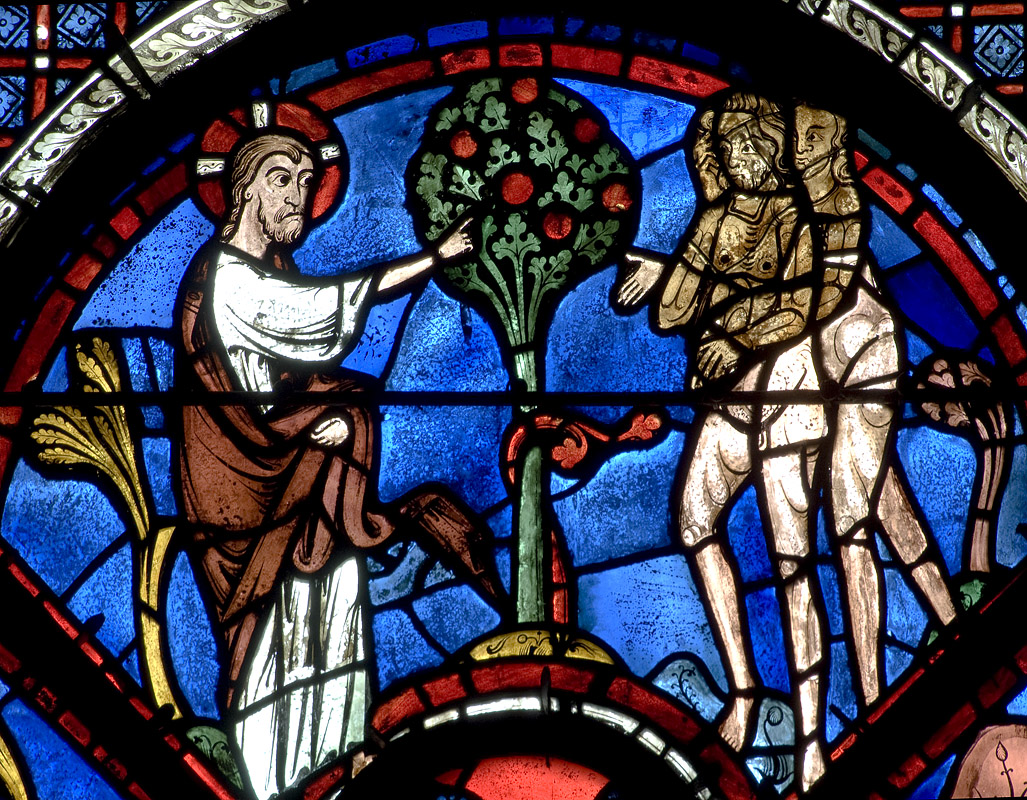
Panneau 16 - Dieu le Père prévenant Adam et Ève de ne pas manger le fruit de l'arbre de la connaissance du Bien et du Mal.

Les onze panneaux suivants représentent des épisodes de la Genèse (Gen. 2-4), débutant avec le paradis et la création d'Adam et Ève, la tentation et la chute, les conséquences de la chute (expulsion du jardin d'Éden, travail et meurtre de Caïn) (panneaux 13-23). Le panneau 14 est le panneau central de toute la fenêtre: Adam, au centre de la Création, est placé au centre du milieu du second médaillon. Le panneau 21 montre Adam en train de labourer et Ève de filer la laine.
L'illustration fait sans doute allusion à un jeu de mots par rapport aux cordonniers donateurs, Adam étant sator (planteur), mot proche de sutor (cordonnier), et que la quenouille d'Ève fait écho à l'alêne du cordonnier. Le panneau 23 conclut l'histoire de la Genèse avec le meurtre d'Abel par son frère Caïn (écho du pèlerin battu par les bandits de l'histoire du Bon Samaritain).

### Thème du pèlerinage
Le thème du pèlerinage est le motif dominant du vitrail du Bon Samaritain. De bons souliers, comme ceux fabriqués par les cordonniers de Chartres (panneaux 1-3), et la nourriture pour le voyage sont indispensables pour mener à bien un pèlerinage. 
L'homme quittant Jérusalem est Adam, symbole de l'humanité qui a quitté le paradis après la chute. On note ici la couleur commune (rouge) du panneau 5 et du panneau 20 pour la porte. Les bandits représentent les forces du mal qui laissent l'humanité à moitié morte à cause du péché. Le prêtre et le lévite représentent l'ancienne loi qui n'offre pas le salut. Le Bon Samaritain est la figure de Jésus Rédempteur qui sauve l'humanité, l'emmène à l'auberge (l'Église) et promet de venir. Le panneau 24 montre le Christ en majesté, qui viendra juger les vivants et les morts à sa Parousie.

### Panneaux de signature: les cordonniers
La base demi-quadrilobée comprend trois panneaux de signature (panneaux 1-3) montrant les donateurs : la corporation des cordonniers. Ils avaient leurs échoppes rue de la Petite-Cordonnerie, à quelques pas des portails du transept sud. La corporation a aussi offert le vitrail de La Dormition de la Vierge.
Pour Anne Prache, le concepteur du vitrail a réussi à relier les mots latins « sudore » (« sueur ») qui se trouve dans le commandement de Dieu : « in sudore vultus tui vesceris pane » (« Tu gagneras ton pain à la sueur de ton front ») et « sutore » (« cordonnier ») faisant entrer les cordonniers parmi les personnages de l'histoire sainte.

## Description des panneaux
La fenêtre du Bon Samaritain de la cathédrale de Chartres se compose de 24 panneaux. La lecture se fait du bas en haut.
|  | (VI) Fin de l'histoire de la Création, Livre de la Genèse. De bas en haut, et de gauche à droite : 1. Un ange chasse Adam et Ève du paradis. L'ange tient une épée rouge « fulgurant » (Gn 3:24) et chasse Adam et Ève à travers une porte rouge. 2. Adam creuse un sillon et Ève file la laine, le travail étant leur punition (Gn 3:17-19). 3. Dieu instruit Adam et Ève de la façon de vivre dans la nature sauvage. 4. Caïn tue son frère Abel avec une faux (Gn 4:8). On voit en haut à droite la fumée du sacrifice d'Abel qui monte vers le ciel, parce qu'il était agréable à Dieu (Gn 4:3-5). La question de Caïn, « suis-je le gardien de mon frère ? » (Gn 4:9) renvoie à la question initiale du Pharisien, « Et qui est mon prochain ? ». Les deux représentations du Christ sur le vitrail encadrent les deux récits correspondants. Le panneau du haut représente le Christ en majesté (Majestas Domini), en tant que Salvator Mundi. Il est assis sur un arc-en-ciel avec un ange de chaque côté. le Seigneur porte un globe (orbe) (panneau 24). Certains historiens ont suggéré qu'il portait un pain, faisant allusion au fait que le Christ lui-même serait un viatique. Le Christ lève la main droite en signe d'autorité ou de bénédiction et porte, en tant que Salvator Mundi, un orbe de la main gauche. Le Christ est assis sur un arc-en-ciel, évoquant la promesse faite après le déluge (Gn 8:21).                                                                                         |
|  | (V) Suite de l'histoire de la Création, Livre de la Genèse. De gauche à droite : 1. Adam et Ève conversent sous l'arbre de la connaissance, derrière lequel luit le Soleil. Ève tient un bouquet de trois fleurs. 2. Tentée par le serpent, Ève goûte au fruit défendu. Le serpent jaune est représenté sans pattes, mais avec des ailes orange. 3. Dieu trouve Adam et Ève cachant leur nudité. |
|  | (IV) De bas en haut, et de gauche à droite : 1. Fin de la parabole : Le Bon Samaritain annonce à l'homme blessé qu'il reviendra compléter ses bienfaits. On peut y voir une évocation du Christ annonçant son retour avant de sortir par la porte (rouge à bordure blanche). Début de l'histoire de la Création, Livre de la Genèse: chapitre 2, vs. 7, 15-17, 20-22; chapitre 3, vs. 1-10, 16-18, 21-24; chapitre 4, vs. 1-8 1. Dieu (représenté ici avec le nimbe crucifère de la divinité) insuffle la vie en Adam (Gn 2:7). Le souffle divin prend la forme d'une longe pièce de verre du même bleu que le ciel, mais qui traverse le bras divin. L'arbre a une forme en croix évoquant discrètement le Christ Second Adam. 2. Adam se promène au paradis. Dans ce panneau 14, Adam fait graphiquement écho au Christ en gloire du panneau 24: il est assis sur une branche d'un des deux arbres; les courbes de l'arbre suggèrent une mandorle, typique de l'iconographie de la Majestas Domini ; il tient dans sa main droite un fruit écho du globe tenu par le Christ. Adam obéit ici à l'ordre de Dieu (Gn 2:16) « Tu peux manger les fruits de tous les arbres du jardin », en contraste avec la scène de désobéissance située dans le médaillon au-dessus de ce panneau. 3. Création d'Ève d'une côte d'Adam. Elle est représentée sortant du côté gauche d'Adam dormant à gauche. 4. Dieu prévient Adam et Ève de ne pas manger le fruit défendu. Le serpent apparaît en rouge enlaçant le pied de l'arbre. |
|  | (III) Suite de la parabole du Bon Samaritain. De gauche à droite : 1. Le Bon Samaritain panse les plaies du pèlerin. Pour les Pères de l'Église, le Samaritain (représenté ici avec les mêmes traits que le Christ) représente Jésus venant sauver l'humanité blessée. 2. Le Bon Samaritain conduit le pèlerin à l'auberge. Dans la composition du vitrail, ce médaillon représentant l'amour du prochain est placé symétriquement par rapport à celui de la tentation, les deux s'opposant par contraste. 3. L'aubergiste accueille le Bon Samaritain. Il se tient devant la même porte rouge bordée de blanc que celle du Paradis, et représente Dieu accueillant l'humanité blessée. |
|  | (II) Début de la parabole du Bon Samaritain. De bas en haut et de gauche à droite : 1. Le Christ livrant la parabole à deux Pharisiens, lève la main en signe d'enseignement. C'est un cas probablement unique dans l'art médiéval où l'exposé de la parabole est précédé par une illustration de son contexte narratif. Le Christ est ainsi évoqué en gloire au sommet du médaillon supérieur, en enseignant au bas du médaillon inférieur, évoquant par symétrie le rôle du Christ comme Second Adam, qui est figuré au centre du médaillon central. 2. Le pèlerin quittant Jérusalem. La mention « pelegrinus » du vitrail correspond à une interprétation courante du Moyen Âge, l'évangile ne précise pas le statut du voyageur. Le pèlerin passe à travers la même porte rouge bordée de blanc que celle empruntée par Adam et Ève quand ils quittent le Paradis. 3. Deux bandits se préparent à attaquer le pèlerin. Par antithèse avec Dieu au centre du médaillon supérieur, les bandits figurent ici les forces du mal guettant l'homme en quête de salut. 4. Le pèlerin est battu, volé et dépouillé de ses vêtements. À l'arrière-plan l'arbre a une forme de croix. 5. Un prêtre et un lévite passent leur chemin sans porter aide au pèlerin (ce serait pour eux un sacrilège, la Loi mosaïque leur interdit de toucher un cadavre impur - Nb 19:11). Ils représentent la Loi et les Prophètes, l'Ancienne Alliance.                                                                                      |
|  | (I) Panneaux de « signature » représentant des cordonniers, donateurs de la fenêtre. De gauche à droite : 1. Cordonniers coupant le cuir. 2. Cordonniers faisant des semelles de cordon. 3. Groupe de sept personnages qui présentent une fenêtre stylisée; le panneau comprend une inscription sutores o[btulerunt?] (les cordonniers o[ffrent?]). La corporation a mis un maître à sa tête en 1210; il est possible que le personnage vêtu en vert et rouge-brun soit ce maître. Certains personnages observent la présentation de la fenêtre, tandis que d'autres regardent vers le panneau 4 où Jésus livre la parabole du Bon Samaritain à deux Pharisiens. En haut à droite du panneau 3, une main avec un doigt pointant (la dextera domini) sortant du feuillage (?) semble bénir le travail et la fenêtre des cordonniers. |

## Le vitrail du Bon Samaritain, un vitrail typologique

### Perspective du Prochain

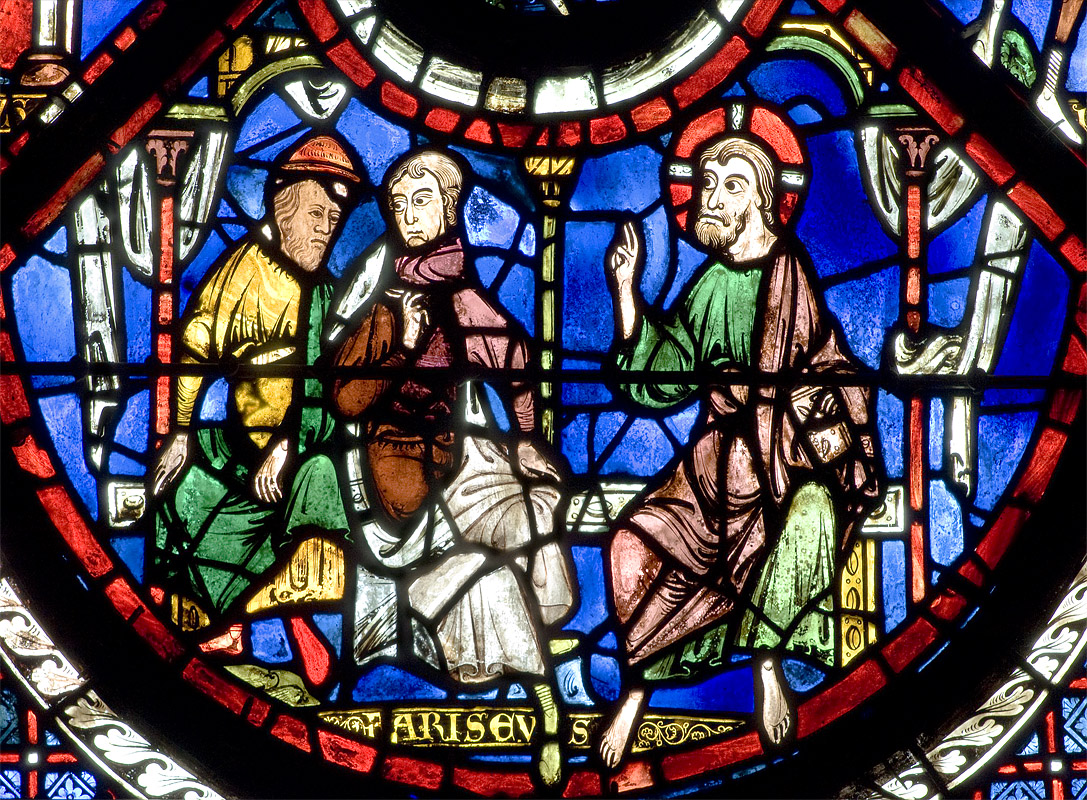
Titre : PARISEUS. Ici le Christ répond à la question du Pharisien : Qui est mon prochain ?, dans la parabole de Luc du Bon Samaritain.

On retrouve aussi des vitraux illustrant la parabole du Bon Samaritain dans la cathédrale de Bourges et la cathédrale de Sens. Ils illustrent deux thèmes : la parabole du Bon Samaritain et l'histoire de la Création et du Salut. Le message que livre le vitrail doit être envisagé dans la combinaison de scènes de l'Ancien Testament et du Nouveau afin d'en montrer la continuité et de mettre en perspective la parabole. Pour Wilhelm Schlink, si le travail est le châtiment pour le péché, il est possible d'obtenir le salut de l'âme par la pénitence et la purification ainsi que par l'amour de son prochain.
La parabole du Bon Samaritain a fait l'objet d'une interprétation typologique, ou analogique, au Moyen Âge connue grâce à la synthèse faite dans la Glose Ordinaire à partir des exégèse d'Origène, de saint Ambroise[Lequel ?], de saint Augustin, de saint Irénée[Lequel ?], de saint Clément d'Alexandrie, de Grégoire le Grand. On lisait aussi l'homélie de Bède le Vénérable Non oculi scribarum qui se trouvait dans les anciens lectionnaires chartrains avec son commentaire symbolique.
Bède et Origène donnent les correspondances symboliques suivantes : le pèlerin serait Adam, et une allégorie de l'humanité blessée, Jérusalem le Paradis dont il a quitté la béatitude pour une vie de misère, Jéricho, le monde, l'attaque des brigands serait l'attaque du Mal et le péché originel, le prêtre et le lévite passant à côté du pèlerin blessé montrerait que l'ancienne loi (Ancien Testament) n'a aucun pouvoir pour venir en aide au pèlerin, le Samaritain serait le Christ qui apporte l'huile et le vin, symbole de l'annonce du royaume des Cieux, et permettant de guérir du péché originel, l'auberge où le Samaritain conduit le blessé serait l'Église où le blessé sera guéri par la force des sacrements, les deux deniers donnés par le Samaritain à l'aubergiste représenterait le salut par le don. La pratique de la charité est donc le moyen de réparer le péché. La promesse de retour du Samaritain annoncerait la Parousie
Trois verrières de cathédrales françaises, réalisées entre 1200 et 1215, présentent un sujet illustré de la sorte: la cathédrale de Sens (vers 1200), la cathédrale de Chartres (1205/1215), et la cathédrale de Bourges (vers 1215).
On trouve aussi un vitrail du Bon Samaritain complété par l'épisode de la Genèse à la cathédrale de Canterbury,.
Les vitraux de Bourges et de Sens se lisent de haut en bas, au contraire de Chartres.

### Verrière de Bourges

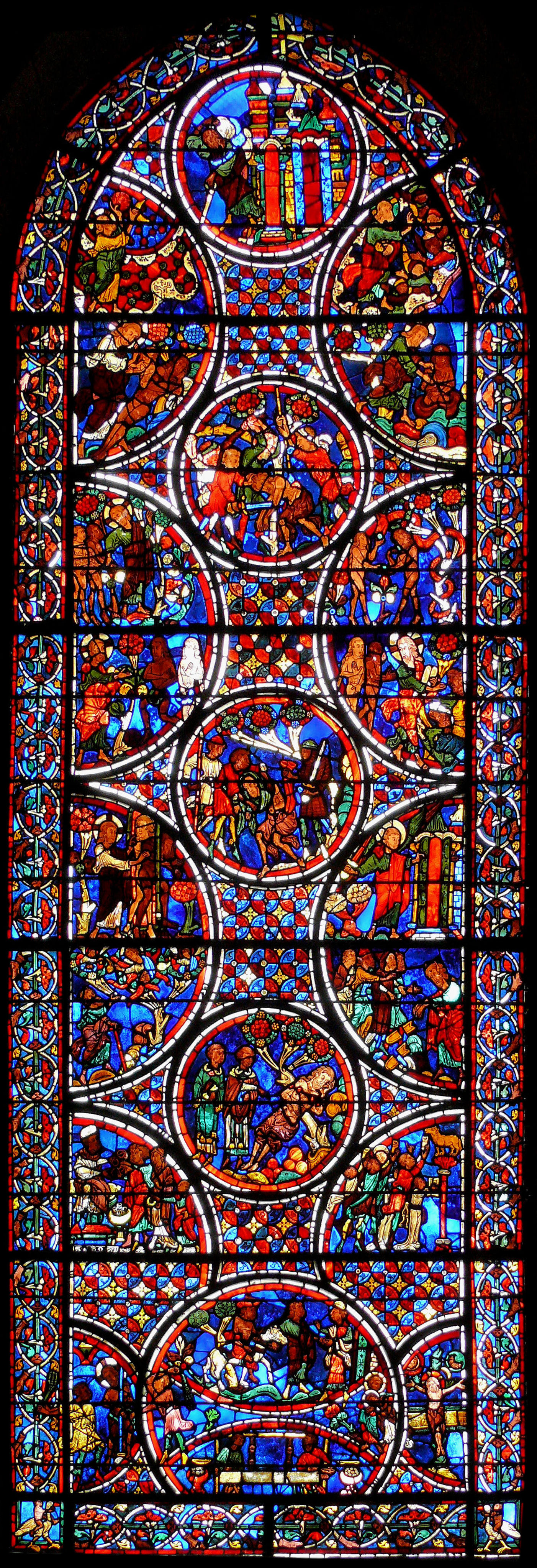
Vitrail du Bon Samaritain
cathédrale de Bourges.

À Bourges, la verrière se décompose en deux récits. Le récit principal, la parabole du Bon Samaritain, occupe les cinq médaillons centraux. De part et d'autre des médaillons, on peut voir quatorze scènes situées dans des quarts de cercles qui sont mises en rapport avec le médaillon qu'elles entourent. Elles représentent des récits tirés de la Genèse racontant la Création et la Chute, quatre scènes tirées du livre de l'Exode placées autour du médaillon du passage du prêtre et du lévite et permettant de le commenter, en partie inférieure deux scènes de l'histoire chrétienne du Salut tirées du récit de la Passion du Christ entourant le médaillon inférieur où est représenté dans sa partie supérieure le salut du pèlerin (l'humanité) par le Samaritain (le Christ) qui l'a amené à l'aubergiste (l'Église) et lui donne les deux deniers (le Salut par la charité), et dans sa partie inférieure, deux tisserands représentant la corporation qui a offert le vitrail.

### Verrière de Sens

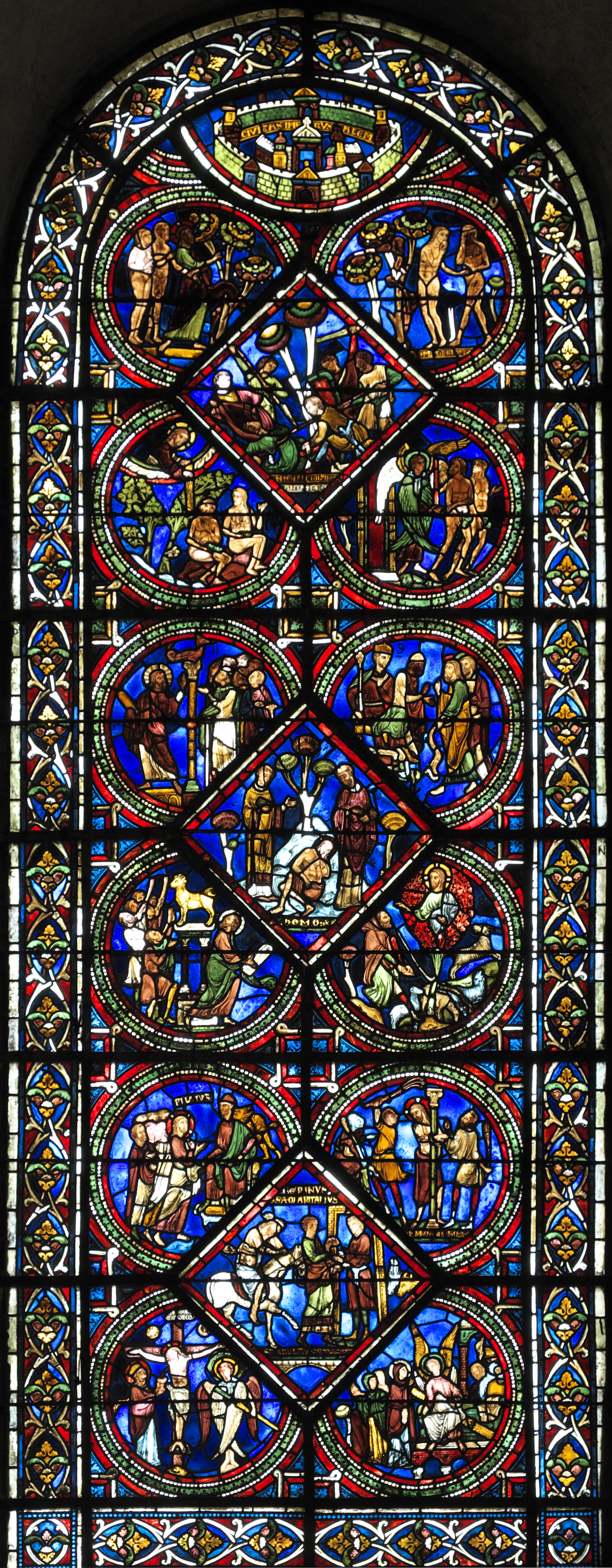
Vitrail du Bon Samaritain
cathédrale de Sens.

À Sens, le récit de la parabole du Bon Samaritain occupe les carrés sur pointe du centre de chacun des trois panneaux de la verrière. Sur chacun des côtés des carrés ont été collés des lobes dans lesquels ont été placés des récits de l'Ancien et du Nouveau Testament qui commentent la scène centrale :
- Le panneau supérieur décrit la chute de l'homme par le péché originel : en haut, la cité de Jérusalem, la scène centrale montre le pèlerin attaque par les brigands. Autour sont représentés quatre scènes de la Genèse, avec la création d'Adam et Ève, l'interdiction de goûter aux fruits de l'arbre de la connaissance du bien et du mal, le péchè originel, et leur expulsion du paradis.
- Le panneau intermédiaire évoque le temps de l'ancienne Loi : la scène centrale montre le prêtre et le lévite qui passent sans sauver le pèlerin. Autour, quatre scènes du Livre de l'Exode, avec la révélation de Dieu à Moïse dans le buisson ardent et le serpent d'airain, Dieu donne à Moïse les Tables de la Loi et son échec avec le peuple adorant des idoles.
- Le panneau inférieur évoque le temps du Salut : au centre le Samaritain conduit le pèlerin blessé à l'auberge et donne à l'aubergiste deux deniers, autour quatre scènes du récit de la Passion du Christ[19].

### Composition de la verrière de Chartres
La verrière de Chartres marque une différence avec celles des cathédrales de Canterbury, Sens et Bourges :
À Bourges, ce sont les cinq médaillons centraux qui traitent la parabole du Bon Samaritain, les demi-médaillons des côtés faisant en parallèle un récit de la Création et du Salut.
À Sens, le récit de la parabole est représenté dans les trois carrés sur pointe placés dans l'axe du vitrail, et le récit de la Création et du Salut se trouve dans des médaillons entourant ces carrés.
La verrière de Chartres a séparé le récit de la parabole de celui de la Genèse et ses équivalences typologiques : le récit du Bon Samaritain se trouve représenté dans le quadrilobe et le médaillon de la partie basse de la verrière (scènes 3 à 10), tandis que la partie haute (scènes 11 à 19) donne une représentation de l'histoire de la Création et du Salut. Pour un simple fidèle, cette séparation rend difficile le commentaire typologique induit par la mise en perspective des deux récits.

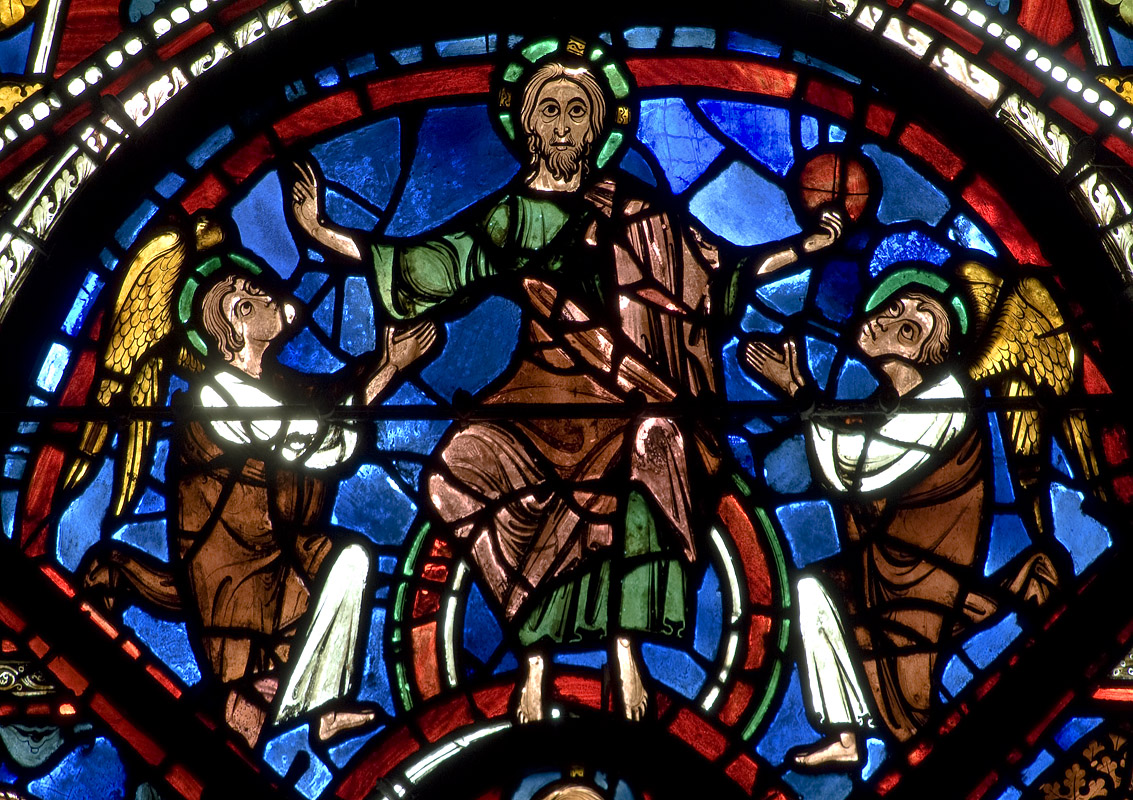
Le Christ en majesté, tenant un orbe et assis sur un arc-en-ciel, flanqué d'anges adorant.